# 廢黜
廢黜，又稱伊霍之事，通常是指罢免君主或王室成员。
君主本是国家元首或政权领袖，掌握国家的最高政治权力。当这种权力被他人掌握或政权灭亡时，就可以册立、罢免君主。中国历史上，伊尹、霍光两位权臣曾废立君主，后世逐将废立君主称为伊霍之事。霍光废黜刘贺时，即是以上官皇太后的名义。而借禅让之名，逼迫在位君主退位，又是另一种罢免君主的形式，或称之为篡位。
王室成员亦可被废黜，依据他们的身份称为废太子、废后、废妃等。